# Vicente Pascual Collado
Vicente Pascual Collado (Argente, Terol, 31 d'agost de 1986) és un futbolista aragonès, que ocupa la posició de migcampista.
Format al Reial Saragossa, va debutar a primera divisió a la temporada 07/08. El 2009 fitxa per la SD Huesca. Jugava com a interior o davanter. Malgrat ser un jugador prometedor i disposar de bona velocitat i una notable tècnica, les seves contínues lesions al genoll van minvar la seva projecció esportiva.